# 蓮昌寺 (小田原市)

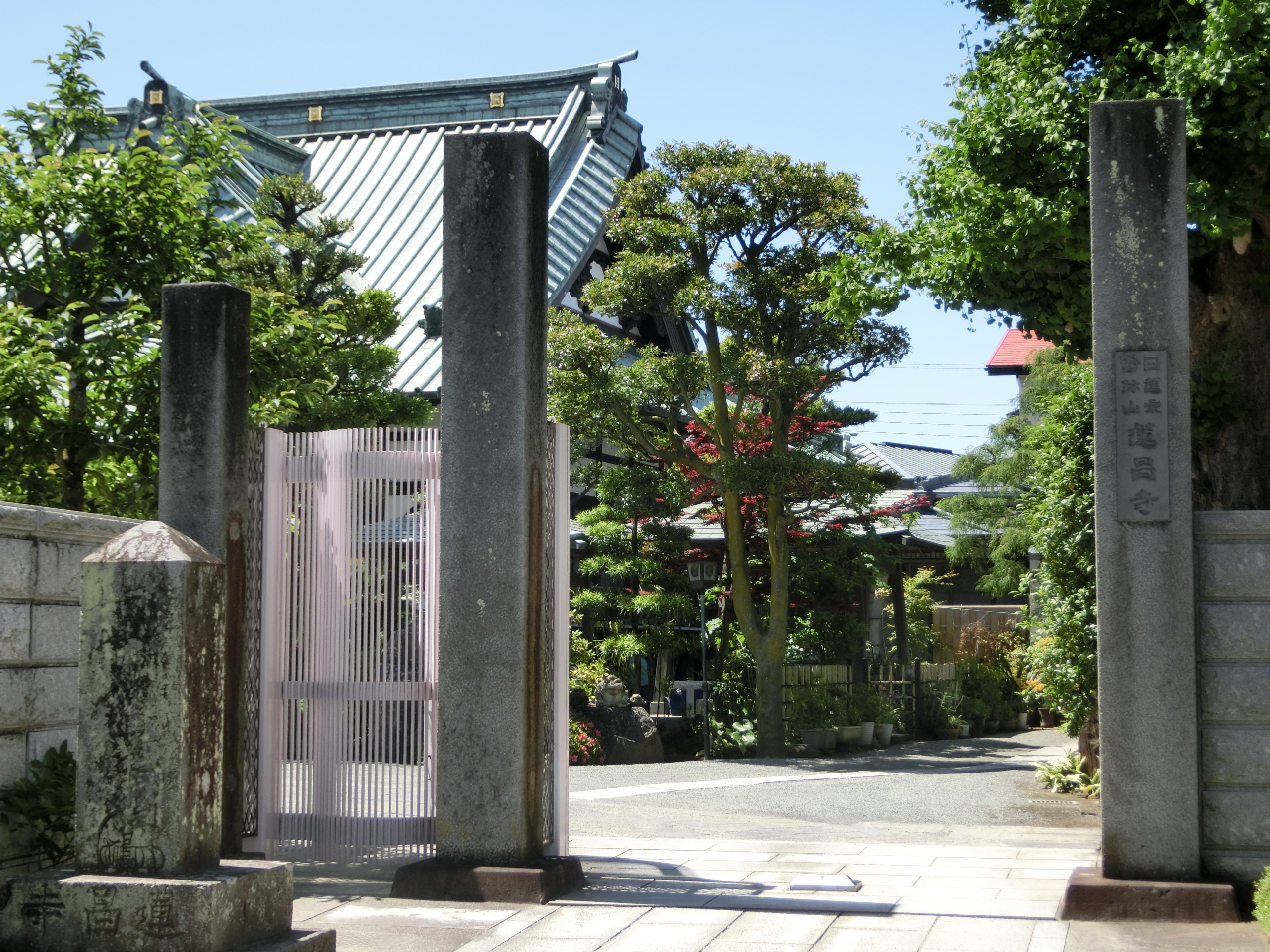
山門

蓮昌寺（れんしょうじ）は神奈川県小田原市にある日蓮宗の寺。山号は妙珍山（みょうちんさん）。旧本山は比企谷妙本寺。池上・神楽坂法縁。

## 周辺
- 周囲には円福寺、正恩寺、妙経寺、妙泉寺などがあり、寺町を形成している。